# Sandro Merli
Sandro Merli (Roma, 4 agosto 1931 – Roma, 27 febbraio 2001) è stato un attore, regista teatrale e direttore artistico italiano.

## Biografia
Debutta giovanissimo in alcuni spettacoli di varietà teatrale a Roma, per poi cominciare a lavorare nel 1955, nella prosa della RAI sia radiofonica che televisiva. È stato attore di teatro, cinema, radio e televisione. Insieme a una lunga militanza come protagonista di numerosi spettacoli ha realizzato molteplici esperienze come autore, regista, conduttore di trasmissioni radiotelevisive e insegnante. Nel 1979 ha fondato con Gigi Proietti il Laboratorio di esercitazioni sceniche di Roma, nel quale è stato insegnante e coordinatore del piano di studi per oltre un decennio.
Il suo ruolo cinematografico più noto è quello del dottor Drufo nel film Il medico della mutua (1968). Sempre con il regista Luigi Zampa ha lavorato nel film Una questione d'onore (1965) in cui interpreta il maresciallo dei carabinieri Vaccaro.
Saltuariamente attivo anche nel doppiaggio.
Muore all'età di 69 anni il 27 febbraio 2001 nella sua casa romana.

## Teatro
- Teresa Raquin, di Emile Zola, regia di Marco Visconti, Compagnia del Teatro dei Commedianti (1953)
- Il barbiere di Siviglia di Beaumarchais, regia di Giovanni Calendoli, Compagnia del Teatro dei Commedianti (1953)
- La capannina, di Roussin, regia di P.Villani, Centro Artistico Universitario (1954)
- Treno per Venezia, di Verneuil, regia di P.Villani, Centro Artistico Universitario (1954)
- Il mestiere del teatro, spettacolo didattico, regia di Sandro Merli, produzione del Teatro Comunale di Ivrea (1960)
- Miles gloriosus, di Plauto, regia di Giulio Pacuvio, Compagnia dell'Istituto Nazionale del Dramma Antico (1960)
- Rashomon, di Kanin, compagnia diretta da Arnoldo Foà (1960)
- I turchi se la giocano a primiera, di A.Beretta, compagnia diretta da Arnoldo Foà (1960)
- Isabella, comica gelosa, di Dessì e Frassineti, regia di Vito Pandolfi, Compagnia del Palazzo Ducale di Mantova (1961)
- Il Negromante, di Ludovico Ariosto, regia di Ottavio Spadaro, Compagnia del Teatro Stabile della città di Napoli (1962)
- Romulus il grande, di Friedrich Dürrenmatt, regia di Ottavio Spadaro, Compagnia del Teatro Stabile della città di Napoli (1962)
- Il raccomandato di ferro, di E.Kishon, regia di G.de Martino, Compagnia del Teatro Stabile della città di Napoli (1962)
- Tarantella con un piede solo, di Luigi Lunari, regia di Andrea Camilleri, Compagnia del Teatro Stabile della città di Napoli (1962)
- Antonello capobrigante calabrese, di V.Padula, regia di Giorgio Pressburger, Compagnia del Teatro Stabile della città di Napoli (1962)
- Commedia con il morto, di Samy Fayad, regia di V.Viviani, Compagnia del Teatro Stabile della città di Napoli (1962)
- La dolce guerra, di C.Maurizio e S.Merli, regia di G.de Martino, Teatrostudio di Roma (1962)
- Giochi per Claudio ("Apocolokyntosis"), di Seneca, regia di G.de Martino, Centro teatrale italiano (1963)
- Don Pilone, di G.Gigli, regia di Beppe Menegatti, Compagnia del Piccolo Teatro stabile di Firenze (1963)
- Play; Tutti quelli che cadono, di Samuel Beckett, regia di Beppe Menegatti, Compagnia del Piccolo Teatro stabile di Firenze (1963)
- Tutto è bene quel che finisce bene, di Shakespeare, regia di Beppe Menegatti, Compagnia del Piccolo Teatro stabile della città di Firenze (1963)
- Gli uccelli, di Aristofane, regia di G.de Martino, Centro teatrale italiano (1964)
- I matti di Valenza, di Lope de Vega, regia di G.de Martino, Compagnia dell'Accademia Olimpica di Vicenza (1964)
- Il signor di Pourceaugnac, di Molière, regia di Eduardo De Filippo, Compagnia del Piccolo Teatro di Milano (1964)
- La Lanzichenecca, di V.de Mattia, regia di V.Puecher, Compagnia del Piccolo Teatro di Milano (1964)
- Pomme pomme pomme, di J.Audiberti, regia di Andrea Camilleri, Compagnia Bandini-Merli-Sedlak-Monelli (1965)
- Relazioni pubbliche, di autori vari, regia di Andrea Camilleri, musiche di Gigi Proietti, Compagnia Bandini-Gianoli-Merli-Sedlak (1965)
- La strana coppia, di Neil Simon, regia di E.Bruzzo, Compagnia Garinei e Giovannini, Rascel-Chiari (1966)
- La pace, di Aristofane, regia di Arnoldo Foà, Compagnia dell'Istituto Nazionale del Dramma Antico (1967)
- Querela contro ignoto, di G.Neveux, regia di José Quaglio, Compagnia dell'Istituto del dramma popolare di San Miniato (1968)
- Dialoghi di profughi, di Bertolt Brecht, regia di Bandini-Merli, Compagnia associata di prosa Bandini-Merli (1969)
- Con l'amore non si scherza, di Alfred de Musset, regia di A.Biagini, Compagnia del Teatro stabile dell'Aquila (1971)
- Volpone, di Ben Jonson, regia di L.Durissi, Compagnia dell'Accademia Olimpica di Vicenza (1972)
- Vilipendio e altre ridicole ingiurie, di Roberto Mazzucco e altri, regia di Bandini-Merli, Compagnia Bandini-Merli-Quinterno (1974)
- Cose buone dal mondo, di C.Novelli, regia di G.Bandini Compagnia "Il collettivo di Roma" in collaborazione con il Teatro di Roma (1975)
- La commedia di Gaetanaccio, di Luigi Magni, regia di Gigi Proietti, Compagnia Tretredicitrentatre (1978)
- A nozze con il generale, di F.Storelli, regia di Ugo Gregoretti, Compagnia del Cantiere Internazionale d'Arte di Montepulciano (1982)
- Il matrimonio di Figaro, di Beaumarchais, regia di Ugo Gregoretti, Compagnia della Cooperativa "Gli ipocriti" (1982)
- I due fratelli, di Terenzio, regia di Giancarlo Sbragia, Compagnia dell'Istituto Nazionale del Dramma Antico (1982)
- Piccoli omicidi, di Jules Feiffer, regia di Gigi Angelillo, Compagnia dell'Albero (anni ottanta)
- Le anime morte, di Gogol, regia di Gigi Angelillo, Compagnia dell'Albero (anni ottanta)
- La donna dai capelli tinti con l'henné, di Massimo Bontempelli, regia di Sandro Merli, Compagnia dell'Albero (1989)
- La signorina Margherita, di Robert Athayde, regia di Sandro Merli, Compagnia dell'Albero (1989)
- Amleto in salsa piccante, di Aldo Nicolaj, regia di Attilio Corsini, Compagnia Attori&Tecnici (1991)
- Panni Sporchi Show, di Arnaldo Bagnasco e Attilio Corsini, regia di Attilio Corsini, Compagnia Attori&Tecnici (1992)
- Caviale e lenticchie, di Scarnicci e Tarabusi, regia di Attilio Corsini, Compagnia Attori&Tecnici (1992)
- Voglia matta anni sessanta, di Bagnasco, Corsini, Favari, Merli, Compagnia Attori&Tecnici (1993)

## Filmografia

### Cinema
- Esterina, regia di Carlo Lizzani (1959)
- Il vigile, regia di Luigi Zampa (1960)
- La maschera del demonio, regia di Mario Bava (1960)
- Morgan il pirata, regia di André De Toth e Primo Zeglio (1960)
- Don Camillo monsignore... ma non troppo, regia di Camillo Mastrocinque (1961)
- Cronache di un convento (The Reluctant Saint), regia di Edward Dmytryk (1961)
- Il boom, regia di Vittorio De Sica (1963)
- Una questione d'onore, regia di Luigi Zampa (1965)
- Made in Italy, regia di Nanni Loy (1965)
- Non faccio la guerra, faccio l'amore, regia di Franco Rossi (1966)
- Scaramouche, regia di Daniele D'Anza (1965)
- Capriccio all'italiana, regia di Mauro Bolognini (1967)
- Il medico della mutua, regia di Luigi Zampa (1968)
- Una storia d'amore, regia di Michele Lupo (1969)
- Il prof. dott. Guido Tersilli primario della clinica Villa Celeste convenzionata con le mutue, regia di Luciano Salce (1969)
- Contestazione generale, regia di Luigi Zampa (1969)
- Togli le gambe dal parabrezza, regia Massimo Franciosa (1969)
- I clowns, regia di Federico Fellini (1970)
- The Martlet's Tale, regia di John Crowther (1970)
- Il caso Pisciotta, regia di Eriprando Visconti (1972)
- Il generale dorme in piedi, regia di Francesco Massaro (1972)
- La torta in cielo, regia di Lino Del Fra (1973)
- Giovannona Coscialunga disonorata con onore (Un grosso affare per un piccolo industriale), regia di Sergio Martino (1973)
- Rugantino, regia di Pasquale Festa Campanile (1973)

### Televisione
- Don Chisciotte, regia di Maurizio Scaparro – film TV (1984)

## Prosa televisiva Rai
- La coda della volpe di Alfio Berretta e di Vittorio Tocci, regia di Enrico Colosimo, trasmessa il 19 agosto 1960 sul Programma Nazionale.
- I Giacobini, sceneggiato televisivo, trasmesso nel 1962.
- La bella avventura, regia di Mario Landi, trasmessa il 27 aprile 1962.
- Più rosa che giallo, regia di Alberto Bonucci, trasmessa dal 12 giugno al 24 luglio 1962.
- Il coraggio di Augusto Novelli, regia di Marcello Sartarelli, trasmessa il 17 giugno 1962.
- Meglio per tutti, regia di Sergio Velitti, trasmessa l'8 gennaio 1964.
- Le avventure di Laura Storm, episodio Rapina in francobolli, trasmesso nel 1966.
- Il furto della Gioconda, regia di Renato Castellani, trasmesso nel 1978.

## Doppiaggio
- Un ranocchio in Le avventure di Pinocchio / Pinocchio e la chiave d'oro (prod. 1959, in Italia dal 1990)[2]

## Opere
- Sandro Merli, Fare l'attore, Gremese, Roma, 1998